# Eppertia furcata
Eppertia furcata är en kackerlacksart som först beskrevs av Johann Gottlieb Otto Tepper 1895.  Eppertia furcata ingår i släktet Eppertia och familjen storkackerlackor. Inga underarter finns listade i Catalogue of Life.